# Epifanio de Ucrania
Epifanio metropolitano de Kiev y toda Ucrania, (en ucraniano: Блаженніший Епіфаній, Митрополит Київський і всієї України), nacido Serhii Petróvych Dumenko el 3 de febrero de 1979, es el primado de la Iglesia ortodoxa de Ucrania (OCU), con el título de Metropolitano de Kiev y toda Ucrania.
El metropolitano Epifanio era el obispo metropolitano de Pereyáslav y Bila Tserkva, en la antigua Iglesia ortodoxa ucraniana. Fue profesor del Departamento de Disciplinas Bíblicas y Filológicas de la Academia Teológica Ortodoxa de Kiev (uk:Київська православна богословська академія). Fue miembro de la Unión Nacional de Periodistas de Ucrania y de la Federación Internacional de Periodistas.

## Primeros años y educación
Serhii Petróvych Dumenko nació el 3 de febrero de 1979 en Vovkové, raión de Berezivka, óblast de Odesa en Ucrania. Su infancia y años escolares fueron en el pueblo de Stará Zhádova en el raión de Storozhynéts del óblast de Chernivtsí. En 1996, en Stará Zhádova se graduó de la escuela secundaria de los grados I-III.
En 1996, entró en el Seminario Teológico de Kiev, donde se graduó en 1999 con un título de primera clase. En el mismo año entró en la Academia Teológica de Kiev. Se graduó como doctor en teología en 2003 habiendo defendido con éxito su tesis doctoral sobre la "Formación de colecciones eclesiásticas-canónicas en el período Doniciano y sus características".
En 2006–2007, realizó una pasantía en la Universidad Nacional de Atenas en Grecia en la Facultad de Filosofía.
El 30 de agosto de 2012, tras la exitosa defensa de su disertación doctoral sobre el tema de la "Doctrina de la Iglesia Ortodoxa sobre la salvación en el contexto de la continuidad de la Santa Patria", recibió el título de  Doctor en Teología.

## Ministerio
Del 1 de julio de 2003 al 31 de diciembre de 2005, se desempeñó como secretario-referente de la administración diocesana de Rivne y secretario personal del Metropolitano de Rivne y Ostroh. Del 26 de agosto de 2003 al 31 de diciembre de 2005, fue profesor del Seminario de Rivne y también ocupó el cargo de inspector adjunto superior.
En 2003–2005, fue editor del proyecto de Internet "Rivne Ortodoxo" del sitio web oficial de la diócesis de Rivne y miembro del consejo editorial del periódico religioso y religioso The Spiritual Niva de la oficina editorial oficial de la diócesis de Rivne. El 8 de diciembre de 2005, fue admitido en el Sindicato Nacional de Periodistas de Ucrania.
Desde el año académico 2007, fue profesor en la Academia Teológica Ortodoxa de Kiev y fue nombrado jefe del Departamento de filología.
Con la bendición del Patriarca Filaret el 21 de diciembre de 2007, el Arzobispo Dimitriy Pereyaslav-Khmelnytsky en el Monasterio de las Cúpulas Doradas de Michael se hizo monje. Tomó el nombre monástico Epiphanius en honor a Epifanio de Chipre (Epifanio de Salamina). El 20 de enero de 2008 fue ordenado hieromonje por Filaret. Más tarde ese mes (25 de enero), fue nombrado secretario de la Patriarca de Kiev y todos Rusia-Ucrania, Filaret.
En marzo de 2008 fue ordenado archimandrita en la Catedral de San Vladímir. Más tarde ese mes (20 de marzo), fue nombrado gobernador del Monasterio de Vydubychi en Kiev. El 30 de mayo de 2008, fue nombrado gerente de los asuntos del Patriarcado de Kyivan.

### Guerra ruso-ucraniana
Después de la invasión rusa de febrero de 2022 y la escalada de la guerra ruso-ucraniana, el arzobispo Daniel de la Iglesia Ortodoxa Ucraniana de los EE. UU. informó que Epifanio planeaba permanecer en Ucrania durante los combates. Como patriarca de la Iglesia Ortodoxa de Ucrania exigió a su homólogo ruso Cirilo I de Moscú ayudar a retirar los cuerpos de soldados rusos que perecieron, cuestionando su lealtad al mandatario ruso Vladímir Putin.
El Metropolitano condenó repetidamente las acciones de Rusia y pidió ayuda a la comunidad internacional y sugiriendo segundos juicios de Nuremberg para perseguir los crímenes cometidos contra Ucrania. Junto con otros obispos locales, ofreció sus iglesias como refugio de los bombardeos.